# Association sportive de Monaco 2024-2025 (pallacanestro)
Questa voce raccoglie le informazioni riguardanti l'Association sportive de Monaco nelle competizioni ufficiali della stagione 2024-2025.

## Stagione
La stagione 2024-2025 dell'Association sportive de Monaco è la 33ª nel massimo campionato francese di pallacanestro, la Pro A.

## Roster
Aggiornato al 16 agosto 2024.
| Monaco 2024-25 | Monaco 2024-25 |
| Giocatori      | Staff tecnico  |
| -------------- | -------------- |

| N. | Naz.                                       | Ruolo | Nome                | Anno | Alt.   | Peso   |  |
| -- | ------------------------------------------ | ----- | ------------------- | ---- | ------ | ------ |  |
| 0  | Francia (bandiera)                         | P     | Élie Okobo          | 1997 | 191 cm | 86 kg  |  |
| 4  | Stati Uniti (bandiera)                     | AP    | Jaron Blossomgame   | 1993 | 201 cm | 100 kg |  |
| 8  | Stati Uniti (bandiera)                     | PG    | Jordan Loyd         | 1993 | 193 cm | 95 kg  |  |
| 9  | Grecia (bandiera)                          | C     | Giōrgos Papagiannīs | 1997 | 219 cm | 120 kg |  |
| 10 | Turchia (bandiera)                         | AP    | Furkan Korkmaz      | 1997 | 201 cm | 92 kg  |  |
| 10 | Germania (bandiera)                        | AC    | Daniel Theis        | 1992 | 203 cm | 111 kg |  |
| 11 | Stati Uniti (bandiera) · Guinea (bandiera) | AP    | Alpha Diallo        | 1997 | 201 cm | 95 kg  |  |
| 12 | Francia (bandiera)                         | AC    | Petr Cornelie       | 1995 | 211 cm | 108 kg |  |
| 14 | Francia (bandiera)                         | C     | Mouhammadou Jaiteh  | 1994 | 211 cm | 113 kg |  |
| 20 | Lituania (bandiera)                        | C     | Donatas Motiejūnas  | 1990 | 213 cm | 118 kg |  |
| 22 | Francia (bandiera)                         | AP    | Terry Tarpey        | 1994 | 195 cm | 95 kg  |  |
| 23 | Francia (bandiera)                         | G     | Juhann Begarin      | 2002 | 196 cm | 84 kg  |  |
| 30 | Stati Uniti (bandiera)                     | AG    | Vitto Brown         | 1995 | 203 cm | 107 kg |  |
| 32 | Francia (bandiera)                         | P     | Matthew Strazel     | 2002 | 182 cm | 80 kg  |  |
| 33 | Stati Uniti (bandiera) · Grecia (bandiera) | P     | Nick Calathes       | 1989 | 198 cm | 97 kg  |  |
| 55 | Stati Uniti (bandiera)                     | P     | Mike James (C)      | 1990 | 185 cm | 89 kg  |  |

| Allenatore |
| - Saša Obradović (fino al 18 novembre) - Manuchar Mark'oishvili (dal 18 novembre fino al 26 novembre) - Vasilīs Spanoulīs (dal 26 novembre)                                      |
| Assistente/i |
| - Uroš Dragicević - Serhij Hladyr - Manuchar Mark'oishvili (fino al 18 novembre e dal 26 novembre) - Mirko Ocokoljić Legenda - (C) Capitano - (IN) Inattivo - Infortunato Roster |

## Mercato

### Sessione estiva
| Acquisti | Acquisti            | Acquisti    | Acquisti      | Acquisti |
| R.       | Nome                | da          | Modalità      |          |
| -------- | ------------------- | ----------- | ------------- | -------- |
| P        | Nick Calathes       | Fenerbahçe  | svincolato    |          |
| G        | Juhann Begarin      | Nanterre 92 | svincolato    |          |
| AP       | Furkan Korkmaz      | Free agent  | svincolato    |          |
| AG       | Vitto Brown         | Karşıyaka   | svincolato    |          |
| AG       | Yoan Makoundou      | Budućnost   | fine prestito |          |
| C        | Giōrgos Papagiannīs | Fenerbahçe  | svincolato    |          |

| Cessioni | Cessioni        | Cessioni         | Cessioni       | Cessioni |
| R.       | Nome            | a                | Modalità       |          |
| -------- | --------------- | ---------------- | -------------- | -------- |
| P        | Kemba Walker    |                  | ritirato       |          |
| G        | Jordan Loyd     | Maccabi Tel Aviv | fine contratto |          |
| G        | Yakuba Ouattara | Paris            | fine contratto |          |
| AG       | John Brown      | Free agent       | rescissione    |          |
| AG       | Yoan Makoundou  | Türk Telekom     | rescissione    |          |
| C        | Donta Hall      | Saski Baskonia   | fine contratto |          |

### Dopo l'inizio della stagione
| Acquisti | Acquisti     | Acquisti         | Acquisti         | Acquisti   |
| R.       | Nome         | da               | Data             | Modalità   |
| -------- | ------------ | ---------------- | ---------------- | ---------- |
| PG       | Jordan Loyd  | Maccabi Tel Aviv | 12 ottobre 2024  | svincolato |
| AC       | Daniel Theis | Oklahoma Thunder | 17 febbraio 2025 | svincolato |

| Cessioni | Cessioni       | Cessioni          | Cessioni         | Cessioni    |
| R.       | Nome           | a                 | Data             | Modalità    |
| -------- | -------------- | ----------------- | ---------------- | ----------- |
| AP       | Furkan Korkmaz | Bahçeşehir Koleji | 26 dicembre 2024 | rescissione |